# Spike-protein
Spike-protein eller bare Spike (tidligere kaldt S-protein eller peplomer) er et glykoprotein der findes som fremspring (engelsk: spike) på overfladen af mange virus specielt på HIV og coronavirus. Der er omkring 26 Spike-molekyler på et corona-virion.

## Coronavirus’ Spike
Spike-proteinet er en trimer bestående af tre ens sammensnoede spike-underenheder, der hver i coronavirus kan have fra 1160 til 1400 aminosyrer afhængig af hvilken variant der er tale om. Som andre membranproteiner er det også glykosyleret
Spike-proteinet bruges når virussen trænger ind i en celle. En del af proteinet (S1) bindes til et enzym kaldet ACE2 på overfladen af værtscellen, hvorefter en anden del af proteinet (S2) vil få virussets membrankappe til at smelte sammen med værtscellens cellemembran.
Efter en COVID-19-infektion hos mennesker dannes der antistoffer over for SARS-CoV-2-virussets spike-protein. De vacciner for COVID-19 som er under udvikling, er rettet mod proteinet, og ændringer i det vil kunne påvirke kommende vacciners effektivitet.

### Mutanter og varianter
Ligesom andre virus og levende organismer kan alle coronavirus mutere og give anlednng til nye varianter med en eller flere - ofte mange - mutationer i spike-proteinet.

Den danske mutation af SARS-CoV-2-virusset som kendes som cluster 5, har fire ændringer i spike-proteinet. Foreløbige laboratorieforsøg viste at denne virusvariant påvirkes mindre af antistoffer fra mennesker end andre varianter af virusset, men synes at være uddød.
Spike-proteinet bærer mange mutationer af betydning for sygdomsudviklingen. En af de mest persisterende varianter er Omicron-varianten med mere end 40 mutationer over den oprindelige SARS-CoV-2 Spike.